# ジネッタ・G60-LT-P1
ジネッタ・G60-LT-P1は、FIA 世界耐久選手権（WEC）、ル・マン24時間レースのLMP1クラスに参戦の為、ジネッタ・カーズによって製作された、ノンハイブリッドのル・マン・プロトタイプである。G60-LT-P1は、2018年のル・マン24時間レースでデビューした。

## 開発

### ジネッタ-メカクローム

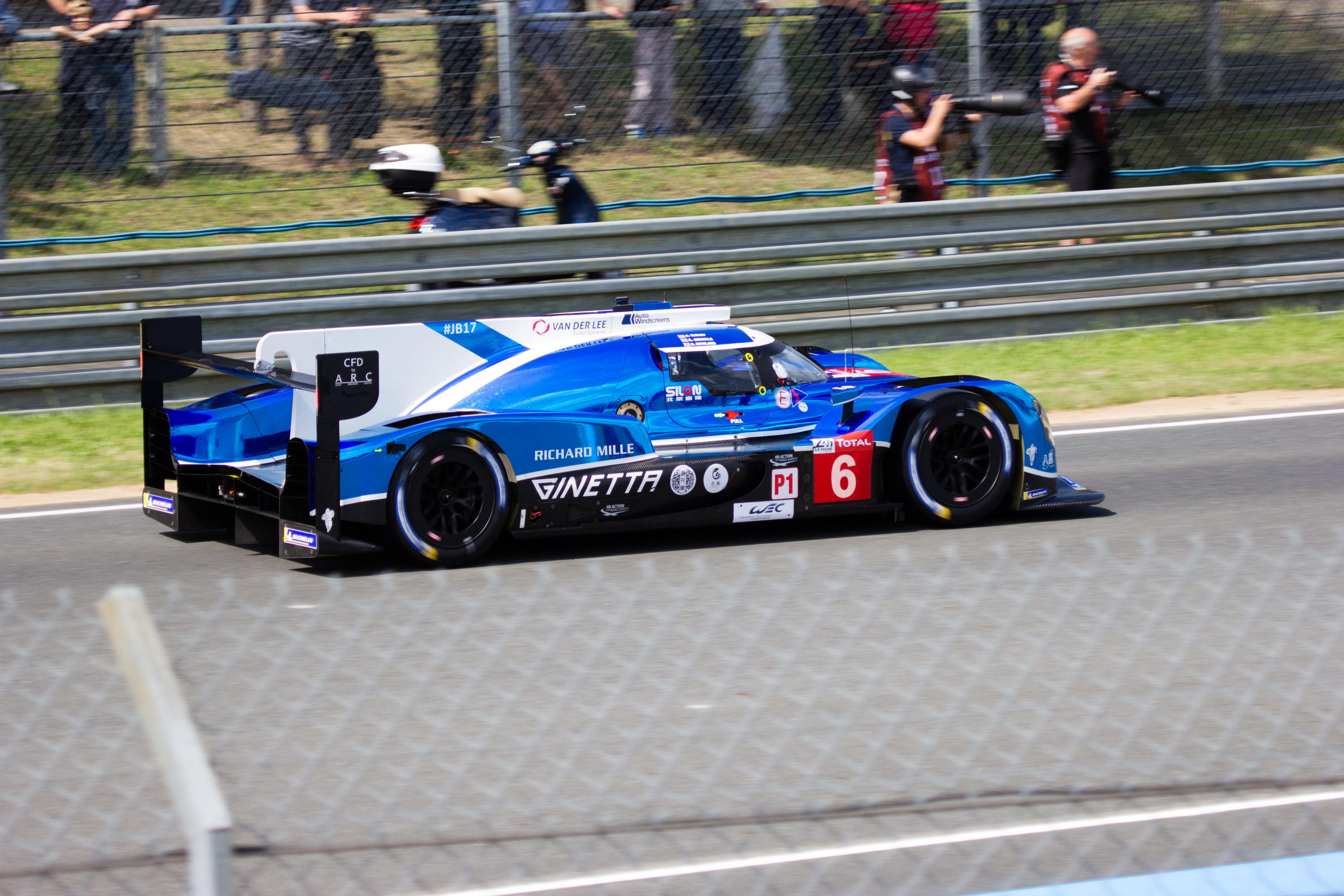
＃6 ジネッタ・G60-LT-P1-メカクローム、2018年ル・マン24時間レース

2017年1月4日、ジネッタは2018年からLMP1ノンハイブリッド規定に基づいて、エイドリアン・レイナードとパオロ・カトーネによって設計された、新しいLMP1シャーシの製造を発表した。この車でジネッタが耐久レースのLMP1クラスに復帰することになり、ジネッタ-ザイテック・GZ09S以来のマシンとなる。そしてオートスポーツインターナショナル2018 モータースポーツトレードショーで実車が発表された。この車は当初、数値流体力学（CFD）を使用して開発された。車の50％の開発スケールモデルも、ウィリアムズ・アドバンスド・エンジニアリングの風洞でいくつかの風洞走行を行った。当初は2017年9月に最初のテストを行う予定だったが、2018年1月19日にリーズイースト空港の直線でシェイクダウンとなった。 2018–19年WECシーズン前に、スネッタートン・サーキットとモーターランド・アラゴンでテストが行われた。

### ジネッタ-AER
2018年ル・マン24時間レースでマシンがデビューした後、ジネッタはエンジンを、メカクロームからAER製P60Bへの変更を発表した。エンジンは8月初旬にランナップが成功した。

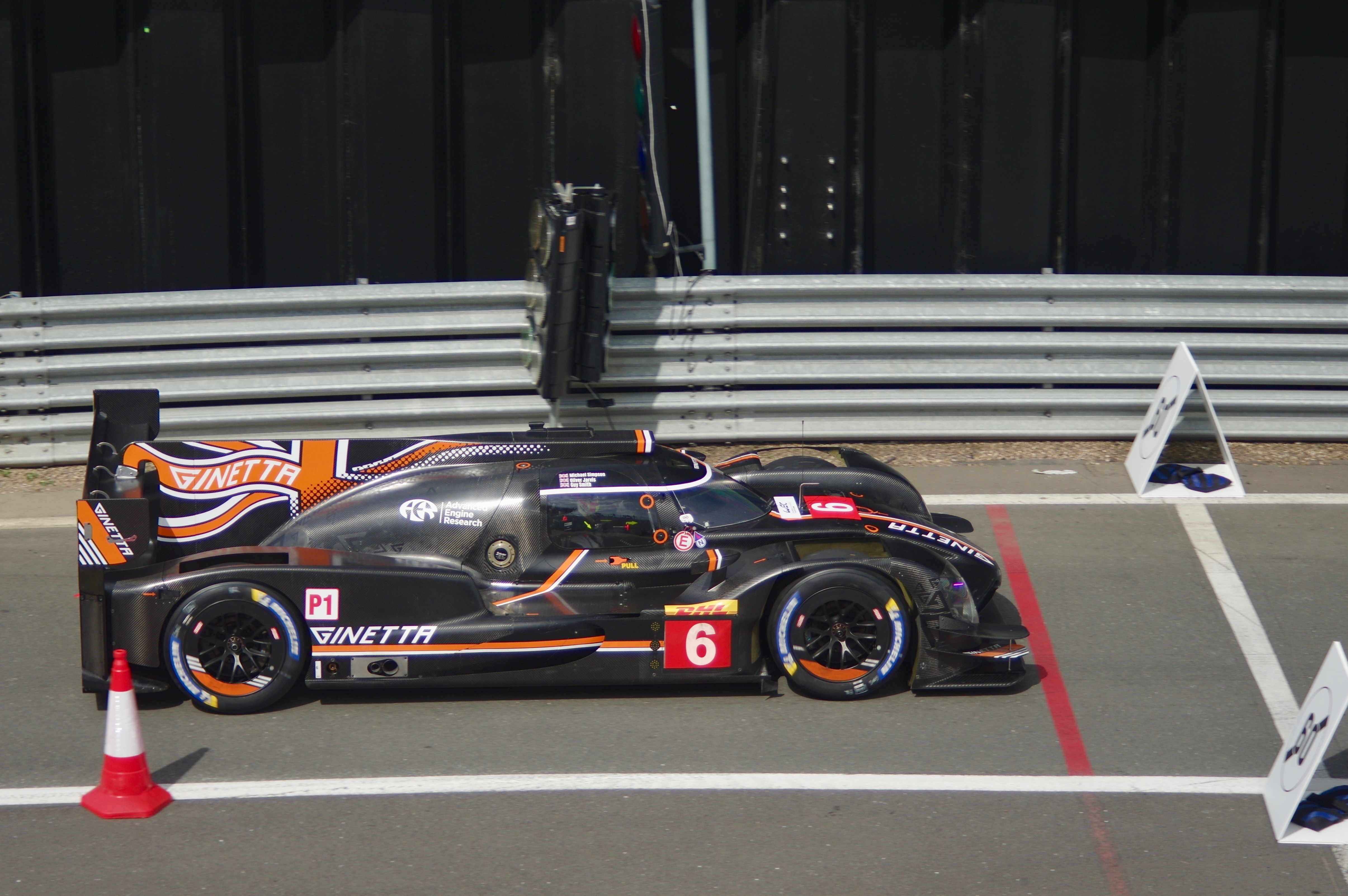
＃6 ジネッタ・G60-LT-P1-AER、2019年シルバーストン4時間、排気口が下側のサイドポッドに移動した。メカクロームエンジンでは、エンジンカバーの後ろにあった。

2019年4月、モーターランド・アラゴンでテストを行い6月、2019-20年WECにチームLNTから2台のジネッタ-AERのエントリーが発表された。
アップグレードされたAER P60Cエンジンになり、P60Bに取って代わった。また7月23-24日にスペインのカタロニア・サーキットで開催された、WECプロローグテストにも、2台のジネッタが参加した。

## レース活動

### 2018–19年 FIA 世界耐久選手権
当初2017年10月、ジネッタは3台のシャーシを販売したと発表したが、その販売計画は失敗に終わった。その後、マノー・エンデュランス・レーシングはCEFC・TRSMの元で、タレント・レーシング・スポーツと共同で2台のジネッタで参戦すると発表した。しかし開幕戦スパ6時間で予定されていたデビュー戦を途中棄権した。その後、チームがジネッタへの支払いが遅れていた為、レースでの走行を拒否したことがジネッタによって明らかにされた。
デビュー戦となった、ル・マン24時間レースでは、マシンはペースが足りなかった。これは車が低ドラッグトリムになっていないことも一因だった。車はLMP1クラス最下位で予選を通過し、＃5は4台のLMP2マシンに遅れをとった。決勝では、＃6は9時間後にマシントラブルでリタイヤ、＃5はレースを完走し、最後から2番目だった。しかし、最小走行時間制限のためにレース後のペナルティを受け、その後完走車中最下位になった。ル・マン24時間レース後、＃6は当初計画されていたフルシーズンプログラムを継続することになっていた。しかしメカクロームがエンジンの出力を上げることを拒否し、その為エンジンをAER製P60Bに変更し、エントリー期限から遅れた為、車はシルバーストン6時間に参加できなかった。
しかしその後マノー・レーシングは、CEFC・ TRSMチームから距離を置き、エントリーを操作しなくなったと報告された。 ＃6も富士6時間耐久レースに出場できなかった。 ＃6は上海6時間のエントリーリストに含まれていないことも明らかになった。ジネッタはAERエンジンを搭載した車の1台を2019年スパ6時間に再び参戦させることを計画していたが、CEFCの不在により発生した多額の罰金に関するWECとの意見の不一致により、出場できなかった。ジネッタのローレンス・トムリンソン会長は、2019年ル・マン24時間レースにエントリーしたが、それも却下された。

### 2019–20年 FIA 世界耐久選手権
2019年5月23日、ジネッタはシーズンに向けて車を走らせるカスタマーチームを見つけることを目的として、チームLNTで2019-20年WECに2台のエントリーを提出した。しかしジネッタのローレンス・トムリンソン会長は、カスタマーチームを見つけることができなかった場合、ジネッタのワークス・チーム、チームLNTがフルシーズンに少なくとも1台の車を走らせるとした。カタロニア・サーキットで開催された公式プレシーズンテストに先立ち、ジネッタはファクトリードライバーのマイク・シンプソン、チャーリー・ロバートソンと、ガイ・スミス、ルカ・ギオット、ステファン・サラザン、イゴール・オルトツェフ、マティアス・ベシェ、ステファン・リチェルミのドライバーを発表した。
8月13日、ジネッタは開幕戦シルバーストン4時間で、5号車にイゴール・オルトツェフ、ベン・ハンリー、チャーリー・ロバートソン、6号車にマイク・シンプソン、クリス・ダイソン、ガイ・スミスを迎えると発表した。8月28日、トランザムシリーズでの競技中にダイソンが手首を怪我した為、オリバー・ジャービスが代理を務めることが後に発表された。シルバーストン4時間では、＃5は4位でゴールし、チャンピオンシップでは3位の順位になった。これは3位だった＃3レベリオン・R13がレースごとにエントリーする為、チームのLMP1クラスポイントを獲得する権利が無い。
9月17日、ジネッタは富士6時間のドライバーを発表した。F2ドライバーのルカ・ギオットの追加で、ベン・ハンリーとイゴール・オルトツェフと＃5ジネッタをドライブし、チャーリー・ロバートソンは、＃6に移動し、マイク・シンプソンとガイ・スミスとドライブする。 ＃6は9位、＃5は11位でフィニッシュした。
10月23日、上海4時間のドライバーラインナップを発表した。＃5はギオットがジョーダン・キングに代わり、ベン・ハンリーとイゴール・オルトツェフのトリオ、＃6はマイク・シンプソン、ガイ・スミス、チャーリー・ロバートソンで継続した。レースでは#5が4位、#6が5位だった。
11月26日、バーレーン8時間のドライバーラインナップを発表。＃5はキングとハンリー、オルトツェフからロバートソンにドライバーが変わった。＃6はマイク・シンプソンとガイ・スミスにクリス・ダイソンが加わった。レースでは、＃5が2番手でスタートしたが、2台ともリタイアした。
2020年2月3日、ローン・スター・ル・マン で、チームLNTがエントリーリストから削除されたことが明らかになった。ジネッタが撤退した理由は、大幅なメンテナンスの必要性と、レーススケジュールの変更でバージニア州にある北米拠点で計画された作業を行うことができなくなった為。その為バーレーン8時間レース後、2台の車が英国のジネッタのファクトリーに返送された。
7月17日、ジネッタはル・マン24時間レースへのエントリーを1台に減らしたことが明らかになった。
7月20日、スパ6時間のエントリーリストがリリースされ、チームLNTがエントリーリストから外れた。ローレンス・トムリンソン会長は、COVID-19パンデミックの影響がLMP1プログラムに財政的に打撃を与え、スパ6時間から撤退することになったと明らかにした。
7月21日、ジネッタはワークスチーム、チームLNTのLMP1プログラムを終了することを発表した。

## 戦績

### FIA 世界耐久選手権
| 年      | チーム           | クラス | No. | ドライバー               | Rds. | 1      | 2       | 3     | 4       | 5   | 6   | 7   | 8   | Pts. | Pos. |
| ------- | ---------------- | ------ | --- | ------------------------ | ---- | ------ | ------- | ----- | ------- | --- | --- | --- | --- | ---- | ---- |
| 2018-19 | CEFC TRSM Racing | LMP1   | 5   | チャーリー・ロバートソン | 1-2  | SPA WD | LMS 41  | SIL   | FUJ     | SHA | SEB | SPA | LMS | 1    | 6位  |
| 2018-19 | CEFC TRSM Racing | LMP1   | 5   | ディーン・ストーンマン   | 1    | SPA WD | LMS 41  | SIL   | FUJ     | SHA | SEB | SPA | LMS | 1    | 6位  |
| 2018-19 | CEFC TRSM Racing | LMP1   | 5   | レオ・ルゼル             | 2    | SPA WD | LMS 41  | SIL   | FUJ     | SHA | SEB | SPA | LMS | 1    | 6位  |
| 2018-19 | CEFC TRSM Racing | LMP1   | 5   | マイケル・シンプソン     | 2    | SPA WD | LMS 41  | SIL   | FUJ     | SHA | SEB | SPA | LMS | 1    | 6位  |
| 2018-19 | CEFC TRSM Racing | LMP1   | 6   | オリバー・ローランド     | 1-2  | SPA WD | LMS Ret | SIL   | FUJ     | SHA | SEB | SPA | LMS | 1    | 6位  |
| 2018-19 | CEFC TRSM Racing | LMP1   | 6   | アレックス・ブランドル   | 1-2  | SPA WD | LMS Ret | SIL   | FUJ     | SHA | SEB | SPA | LMS | 1    | 6位  |
| 2018-19 | CEFC TRSM Racing | LMP1   | 6   | オリバー・ターベイ       | 1-2  | SPA WD | LMS Ret | SIL   | FUJ     | SHA | SEB | SPA | LMS | 1    | 6位  |
| 2019-20 | チームLNT        | LMP1   | 5   | ベン・ハンリー           | 1-4  | SIL 3  | FUJ 11  | SHA 4 | BHR Ret | COA | SPA | LMS | BHR | 29   | 3位  |
| 2019-20 | チームLNT        | LMP1   | 5   | イゴール・オルドツェフ   | 1-3  | SIL 3  | FUJ 11  | SHA 4 | BHR Ret | COA | SPA | LMS | BHR | 29   | 3位  |
| 2019-20 | チームLNT        | LMP1   | 5   | チャーリー・ロバートソン | 1,4  | SIL 3  | FUJ 11  | SHA 4 | BHR Ret | COA | SPA | LMS | BHR | 29   | 3位  |
| 2019-20 | チームLNT        | LMP1   | 5   | ルカ・ギオット           | 2    | SIL 3  | FUJ 11  | SHA 4 | BHR Ret | COA | SPA | LMS | BHR | 29   | 3位  |
| 2019-20 | チームLNT        | LMP1   | 5   | ジョーダン・キング       | 3-4  | SIL 3  | FUJ 11  | SHA 4 | BHR Ret | COA | SPA | LMS | BHR | 29   | 3位  |
| 2019-20 | チームLNT        | LMP1   | 6   | マイケル・シンプソン     | 1-4  | SIL 12 | FUJ 9   | SHA 5 | BHR Ret | COA | SPA | LMS | BHR | 29   | 3位  |
| 2019-20 | チームLNT        | LMP1   | 6   | ガイ・スミス             | 1-4  | SIL 12 | FUJ 9   | SHA 5 | BHR Ret | COA | SPA | LMS | BHR | 29   | 3位  |
| 2019-20 | チームLNT        | LMP1   | 6   | オリバー・ジャービス     | 1    | SIL 12 | FUJ 9   | SHA 5 | BHR Ret | COA | SPA | LMS | BHR | 29   | 3位  |
| 2019-20 | チームLNT        | LMP1   | 6   | チャーリー・ロバートソン | 2-3  | SIL 12 | FUJ 9   | SHA 5 | BHR Ret | COA | SPA | LMS | BHR | 29   | 3位  |
| 2019-20 | チームLNT        | LMP1   | 6   | クリス・ダイソン         | 4    | SIL 12 | FUJ 9   | SHA 5 | BHR Ret | COA | SPA | LMS | BHR | 29   | 3位  |

### ル・マン24時間レース
| 年     | エントリー       | No. | ドライバー                                                     | クラス | 周回数 | 総合順位 | クラス順位 |
| ------ | ---------------- | --- | -------------------------------------------------------------- | ------ | ------ | -------- | ---------- |
| 2018年 | CEFC TRSM Racing | 5   | チャーリー・ロバートソン レオ・ルゼル マイケル・シンプソン     | LMP1   | 283周  | 41位     | 5位        |
| 2018年 | CEFC TRSM Racing | 6   | オリバー・ローランド アレックス・ブランドル オリバー・ターベイ | LMP1   | 137周  | DNF      | DNF        |